# Делоне, Альфред Александр
Альфред Александр Делоне (фр. Alfred Alexandre Delauney; 13 июля 1830, Гувиль, Верхняя Нормандия — 25 июня 1894, Нантей-сюр-Марн, Иль-де-Франс) — французский живописец и гравёр.

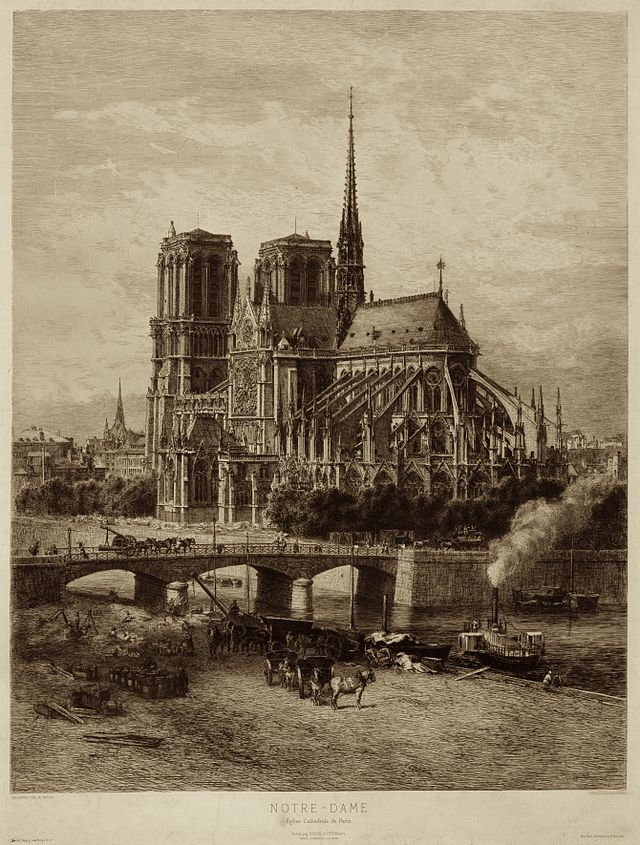
Нотр-Дам де Пари (собор Парижской Богоматери)

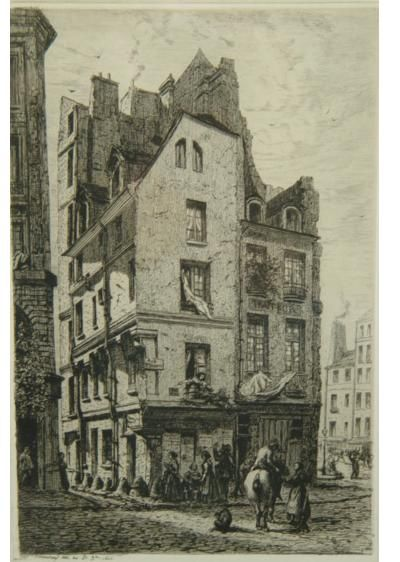
Две парижские улицы

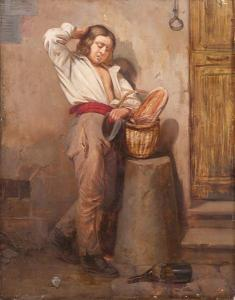
Помощник пекаря. 1887

В 1842 году в 12-летнем возрасте приехал в Париж, служил у своего дяди в лавке, которую после его смерти унаследовал. Лавка находилась недалеко от Лувра, который он посещал в свободное время.
Увлёкся живописью.
Воспроизводил в своих эстампах картины Яна ван Хёйсума, Жан-Франсуа Милле и др., изображающие цветы, но в особенности известен гравированными им видами архитектурных памятников, как, например, серией видов старинных парижских зданий, собора Парижской Богоматери, Реймсского собора и др.
Альфред Делоне был женат на Элизе Шарлотте-Юлали Варен, дочери Пьера-Амеде Варена (1818—1883), ещё одного известного гравёра. У них было двое детей, Марта и Жан Делоне.
Художник умер в Нантей-сюр-Марн в 1894 году.